# Мачинда
Мачинда (англ. Machinda) — город в Экваториальной Гвинее, расположен в провинции Литорал.
Население по расчетам на 2013 года — около 2500 человек.
Расположен в 20 км от крупнейшего города Экваториальной Гвинеи, административного центра провинции Литорал г. Бата.